# 善斌卖身契
善斌卖身契，又称斌通卖身契、斌通（善斌）卖身契或至元十七年（1280年）善斌卖身契，元朝畏兀儿人买卖奴隶的契约，共有三件文书，其中一件为回鹘文与汉文对照，另外两份为回鹘文。三件卖身契据称是吐鲁番高昌古城附近农民在古城一破屋的土墙穴孔中偶尔发现，1953年冬为西北文物考察队获得。

## 基本
| 编号 | 文字                                         | 尺寸      | 说明                                                               | 备注与来源  |
| ---- | -------------------------------------------- | --------- | ------------------------------------------------------------------ | ----------- |
| 1    | 汉文回鹘文对书                               | 14cm×20cm | 原藏于西北历史博物馆，1954年夏曾在故宫博物院展出，后曾收藏于文化部 | [ 2 ]       |
| 2    | 正面为回鹘文，背面有汉文“善斌元契耳石禩”七字 | 41cm×26cm | 1954年夏曾在故宫博物院展出，图版曾刊于1954年《新疆文物展览特刊》   | [ 2 ]       |
| 3    | 回鹘文                                       | 43cm×39cm | 1958年时收藏于乌鲁木齐博物馆，后曾收藏于北京历史博物馆             | [ 2 ] [ 4 ] |

## 研究
1954年夏，三份契约文书在北京故宫博物院展出。1954年5月出版的《新疆文物展览特刊》中收录有第二种文书的图版。《文物参考资料》1954年第十一期曾刊载第三种文书的图版。1955年夏，中央民族学院研究部从文化部借来5张回鹘文照片，包括这三份文书。1956年夏，埃·捷尼舍夫到新疆调查语言，乌鲁木齐博物馆赠给他第三种文书的大幅照片。1957年4月，冯家昇曾在乌鲁木齐博物馆短暂的观察过第三种文书的原物。捷尼舍夫和冯家昇他们根据照片对三份回鹘文文书进行转写翻译，并将其考释成果以《回鹘文斌通（善斌）卖身契三种》为题发表于《考古学报》1958年第2期。
日本教授山田信夫将《回鹘文斌通（善斌）卖身契三种》一文翻译为日文后，发表于《东洋史研究》1968年第27卷第2号，并对部分词汇进行订正。匈牙利科学院副院长李盖提院士于1973年《东方学报》第27卷第一分册发表的《关于元代的一件回鹘文书》中对第三种文书的部分语句进行重新转写和翻译。耿世民对第三种文书的原件进行辨识后，于1978年在《中央民族大学学报（哲学社会科学版）》第2期发表的《两件回鹘文契约的考释》中对其进行重新释读，订正了之前研究的很多错漏之处。

### 研究成果
文书中明确这些契约书写于庚辰年，结合文本内容，确定为元世祖至元十七年，即西元1280年。
该文书的内容说明元朝回鹘社会仍存在奴隶买卖。文书中提及元朝皇帝时会提格书写，表明回鹘地区直接受元朝中央政府统辖。文中中出现的高昌国和亦都护回鹘王则表明，在文书书写时仍存在高昌亦都护王。

## 备注
1. ↑  该文在《日本學者研究中國史論著選譯‧第九卷‧民族交通（繁體版）》中有收录[6]